# Oscar Mathisen
Oscar Wilhelm Mathisen (* 4. Oktober 1888 in Kristiania; † 10. April 1954) war ein norwegischer Eisschnellläufer. Mit fünf Titeln bei den Mehrkampfweltmeisterschaften gehört er zu den erfolgreichsten Eisschnellläufern der Geschichte.

## Werdegang
Oscar Mathisen wurde als jüngstes von sieben Kindern in Kristiania, dem heutigen Oslo, geboren. Im Alter von 18 Jahren wurde er 1907 erstmals  norwegischer Meister und im Jahr darauf in Davos bereits zum ersten Mal Weltmeister (vier Jahre nach seinem Bruder Sigurd Mathisen). 1909 verteidigte er seinen WM-Titel. 1910 unterlag er dem Russen Nikolai Strunnikow und errang Silber. 1912, 1913 und 1914 wurde er dreimal in Folge Weltmeister. Insgesamt brachte er es damit auf fünf Titel bei Weltmeisterschaften. Nur der Finne Clas Thunberg (1928) und der Niederländer Sven Kramer (2012) erreichten später diese Marke. Außerdem wurde Mathisen in den Jahren 1909, 1912 und 1914 Europameister. 
Während seiner Laufbahn stellte Mathisen 14 Weltrekorde auf. Sein Weltrekord aus dem Jahr 1914 über 1500 Meter hielt 23 Jahre lang. Am Tag vor diesem Weltrekord brach er außerdem Jaap Edens Weltrekord über 5000 Meter und war somit Weltrekordhalter auf sämtlichen Distanzen.  
Nach dem Ersten Weltkrieg kehrte er dem Amateursport den Rücken und wurde 1920 Weltmeister bei den Profis. Im Jahr 1929 beendete er seine Karriere, bewies 40-jährig aber noch einmal seine Leistungsfähigkeit mit inoffiziellen Weltrekorden über 500 und 1000 Metern.
Mathisen führte den Adelskalender, der Eisschnellläufer anhand ihrer Bestzeiten über sämtliche relevante Distanzen listet und diese in eine Mehrkampfsumme umrechnet, zwischen 1909 und 1930 für 7649 Tage an, mehr als doppelt so lang wie jeder andere Eisschnellläufer. Sein Höchstwert im Adelskalender betrug 192,560 Punkte.  
1954 erschoss Mathisen erst seine an Depressionen leidende Ehefrau und dann sich selbst.
Vor dem Frogner Stadion in Oslo, in dem er viele Erfolge feierte, erinnert eine Statue an den herausragenden Eisschnellläufer des frühen 20. Jahrhunderts. Ihm zu Ehren wurde 1959 die Oscar Mathisen Memorial Trophy ins Leben gerufen, die jedes Jahr an den herausragenden Eisschnellläufer der Saison überreicht wird.

## Weblinks

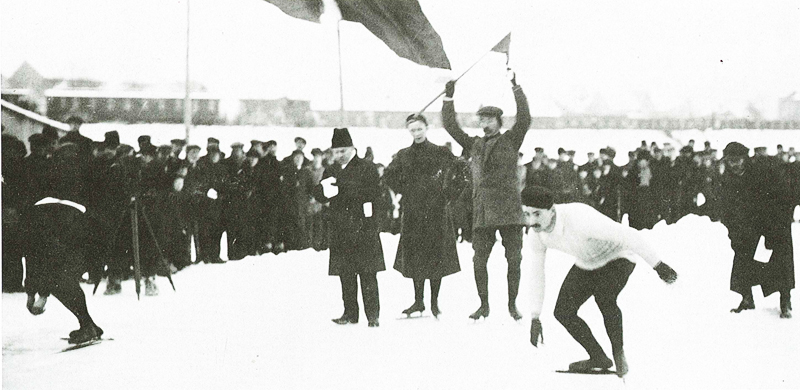
Oscar Mathisen, 1917 in Hamar

## Persönliche Bestzeiten
| Strecke  | Zeit          | Datum           | Ort        |
| -------- | ------------- | --------------- | ---------- |
| 500 m    | 00:43,0 min 2 | 14. Januar 1929 | Davos      |
| 1000 m   | 01:31,1 min 2 | 10. Januar 1929 | Davos      |
| 1500 m   | 02:17,4 min 1 | 18. Januar 1914 | Davos      |
| 3000 m   | 05:25,0 min 2 | 5. März 1924    | Stabekk    |
| 5000 m   | 08:36,3 min 1 | 23. Januar 1916 | Kristiania |
| 10.000 m | 17:22,6 min 1 | 1. Februar 1913 | Kristiania |

Anmerkungen: